# Osmanowie
Osmanowie (tur. Osmanlı Hanedanı) – turecka dynastia, panująca w imperium osmańskim w latach 1299–1922.
Dynastia Osmanów wywodziła się z rodu Söğüt, za pierwszego przedstawiciela Osmanów uznawany jest Osman I, syn Ertuğrula. Początkowo władcy osmańscy tytułowali się bejami, pierwszy tytułem sułtana zaczął posługiwać się syn Osmana, Orchan, ale oficjalnie wprowadzono go do tytulatury za rządów Murada I.
Po zdobyciu Konstantynopola sułtan Mehmed II przyjął tytuł sułtana Rzymu oraz, pochodzący z Persji, tytuł padyszacha (pâdişah, پادشاه), który oznacza władcę królów. Ponadto ogłosił się protektorem wschodniego chrześcijaństwa.

## Przedstawiciele rodu

### Tytulatura Mehmeda III
Padyszach, Szach, Kagan, zwierzchnik domu Osmanów, sułtan sułtanów, chan chanów, przywódca wiernych, sukcesor Proroka Władcy Wszechświata, Kustosz świętych miast Mekki, Medyny i Jerozolimy, sułtan Rzymu, Władca Trzech Miast Konstantynopola, Adrianopola i Bursy, miast Damaszku  Kairu, całego Azerbejdżanu, Magrebu, Barki, Kairuanu, Aleppo, arabskiego Iraku, Acem, Basry, Al-Hasy, Dilenu, Ar Raqqah, Mosulu, Partii, Diyarbakıru, Cylicji, Erzurum, Sivasu, Adany, Karamanu, Vanu, Barbary, Abisynii, Tunezji, Trypolisu, Cypru, Rodos, Kandii, wijaletu Morei, Morza Marmara, Morza Czarnego i wszystkich jego brzegów, Anatolii, Rumelii, Bagdadu, Grecji, Turkistanu, Tatarii, Czerkasji, dwóch regionów Kabardy, Gruzji, Stepu Kipczackiego, całego kraju Tatarów, Kefe i wszystkich sąsiednich krajów, Bośni, miasta i twierdzy Belgrad, wijaletu Serbii ze wszystkimi zamkami, twierdzami i miastami, całej Albanii, Eflaku Bogdanii, a także wszystkich innych posiadłości i wielu innych krajów.

### Dziedziczne głowy Domu Osmańskiego po 1926 roku
- 1926–1944: Abdülmecid II
- 1944–1954: Ahmed IV Nihad
- 1954–1973: Osman IV Fuad
- 1973–1977: Mehmed Abdülaziz II
- 1977–1983: Ali I Vâsib
- 1983–1994: Mehmed VII Orhan
- 1994–2009: Ertugrul Osman V
- 2009–2017: Bayezid III Osman
- 2017–2021: Dündar Aliosman Osman VI
- od 2021: Harun Osman